# Euxoa nivens
Euxoa nivens är en fjärilsart som beskrevs av Jacob Hübner 1821. Euxoa nivens ingår i släktet Euxoa och familjen nattflyn. Inga underarter finns listade i Catalogue of Life.

## Bildgalleri

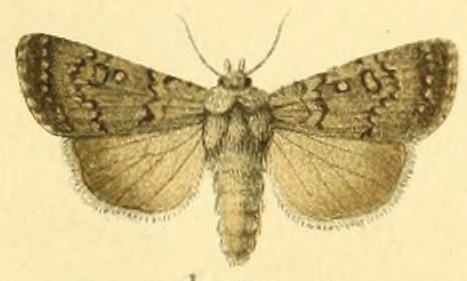
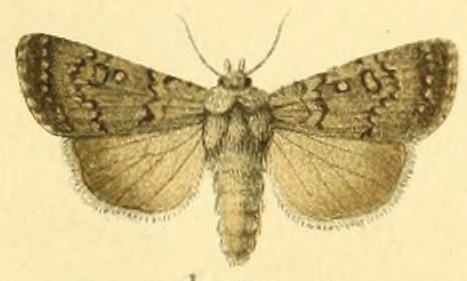